# Ugo Cerletti
Ugo Cerletti, född 26 september 1877 i Conegliano, död 25 juli 1963 i Rom, var en italiensk neurolog som upptäckte och utvecklade ECT-behandlingen inom psykiatrin. Tillsammans med Lucio Bini administrerade han för första gången ECT åt en patient i april 1938.